# Семёново (Калининградская область)
Семёново — посёлок в Гвардейском городском округе Калининградской области. Входит в состав Озерковского сельского поселения.

## История
Во время Первой мировой войны, 27 августа 1914 года, Фухсберга достиг разъезд лейб-гвардии кирасирского Его Величества полка.
В 1946 году Фухсберг был переименован в поселок Семёново.

## Население
| 2002 | 2010 |
| ---- | ---- |
| 112  | ↘100 |